# Caiseri
Caiseri ou Cesareia (em turco: Kayseri), antigamente chamada Mázaca, é uma cidade da Turquia situada na região da Anatólia Central, capital da área metropolitana (em turco: büyükşehir belediyesi) e da província de Caiseri. Situada a uma altitude média de 1 050 m, área metropolitana tem 17 043 km2[carece de fontes?] e em 2021 tinha 1 434 357 habitantes (densidade: 84,2 hab./km²).
Embora em termos de turismo seja mais comum associar o nome Capadócia à região mais ou menos correspondente à vizinha província de Nevexequir, historicamente Caiseri sempre fez parte da Capadócia, sendo inclusivamente a cidade mais importante da região, nomeadamente a capital das províncias romana e bizantina com esse nome.
O nome da cidade em grego é Καισάρεια (Kaisáreia), em latim Caesarea Mazaca e em arménio Մաժաք (Mažak). A grafia em turco otomano era یصریه. Na Antiguidade clássica era conhecida como Mázaka ou Mázaca, posteriormente como Eusébia, Cesareia ou Cesareia Capadócia (Caesarea Cappadociae) e Kaisariyah.
Caiseri é uma grande cidade industrial rodeada de planícies verdes e férteis, e colinas com florestas junto a um vulcão extinto coberto de neve, o Monte Argeu (em turco:  Erciyes Dağı), a montanha mais alta da Anatólia Central, que se destaca no horizonte a sul da cidade. As construções de betão e diversas zonas industriais rodeiam a antiga cidade seljúcida.
Os habitantes (kayserili) são conhecidos em toda a Turquia por serem muito precavidos, de raciocínio rápido, muito empreendedores e terem um jeito natural para o negócio e economia, o que é ilustrado por algumas piadas pouco abonatórias que se contam em todo o país, como uma que conta que um kayserili roubou um burro ao seu pai, pintou-o, e depois vendeu-o novamente ao pai (há uma variante ainda mais maldosa em que a personagem roubada é a mãe). Algumas das famílias mais ricas da Turquia, como a Sabancı (dona do maior grupo económico privado do país), Boydak ou Has são originárias de Caiseri. Além disso, tem muitos emigrantes espalhados por diversos países da Europa Ocidental, que asseguram entradas de divisas assinaláveis.
A cidade tem fama de ser das mais conservadoras da Turquia em termos políticos e religiosos, sendo o bastião principal do Partido de Ação Nacionalista (Milliyetçi Hareket Partisi, MHP), um partido ultra-nacionalista, mas apesar disso acolhe bem os visitantes estrangeiros.
A cidade é uma mistura de riqueza, modernidade e conservadorismo provinciano. e é frequentemente referida como uma das cidades que encaixa perfeitamente na definição de "Tigres da Anatólia", um termo usado internacionalmente para referir as cidades turcas que a partir dos anos 1980 apresentaram índices de crescimento económico impressionantes. A cidade é famosa pelas suas especialidades gastronómicas, como o mantı, pastirma and sucuk.
Embora a maior parte dos turistas que visitam a cidade o façam de passagem para as atrações mais populares da Capadócia, Caiseri tem muito para oferecer ao visitante, como sejam os monumentos do período seljúcida do Sultanato de Rum da parte antiga da cidade e atividades de ar livre (percursos pedestres, alpinismo, etc.) no Erciyes Dağı (Monte Argeu).

## História
Caiseri é habitada continuamente desde 3 000 a.C. A cidade sempre foi um centro de comércio vital, já que está localizada numa das principais rotas comerciais do mundo, a Rota da Seda.
Os vestígios mais antigos de ocupação humana da região, um assentamento calcolítico do 4,º milénio a.C., encontraram-se em Cultepe, 21 km a nordeste da Caiseri. Durante o período hitita mais antigo, o sítio era composto de duas localidades: Canés, a capital do reino com o mesmo nome, provavelmente o mais poderoso do seu tempo na Anatólia; e Carum, um entreposto comercial assírio, o mais antigo do mundo. No século XX a.C., esta cidade era já um importante entreposto comercial entre os assírios e os hititas.

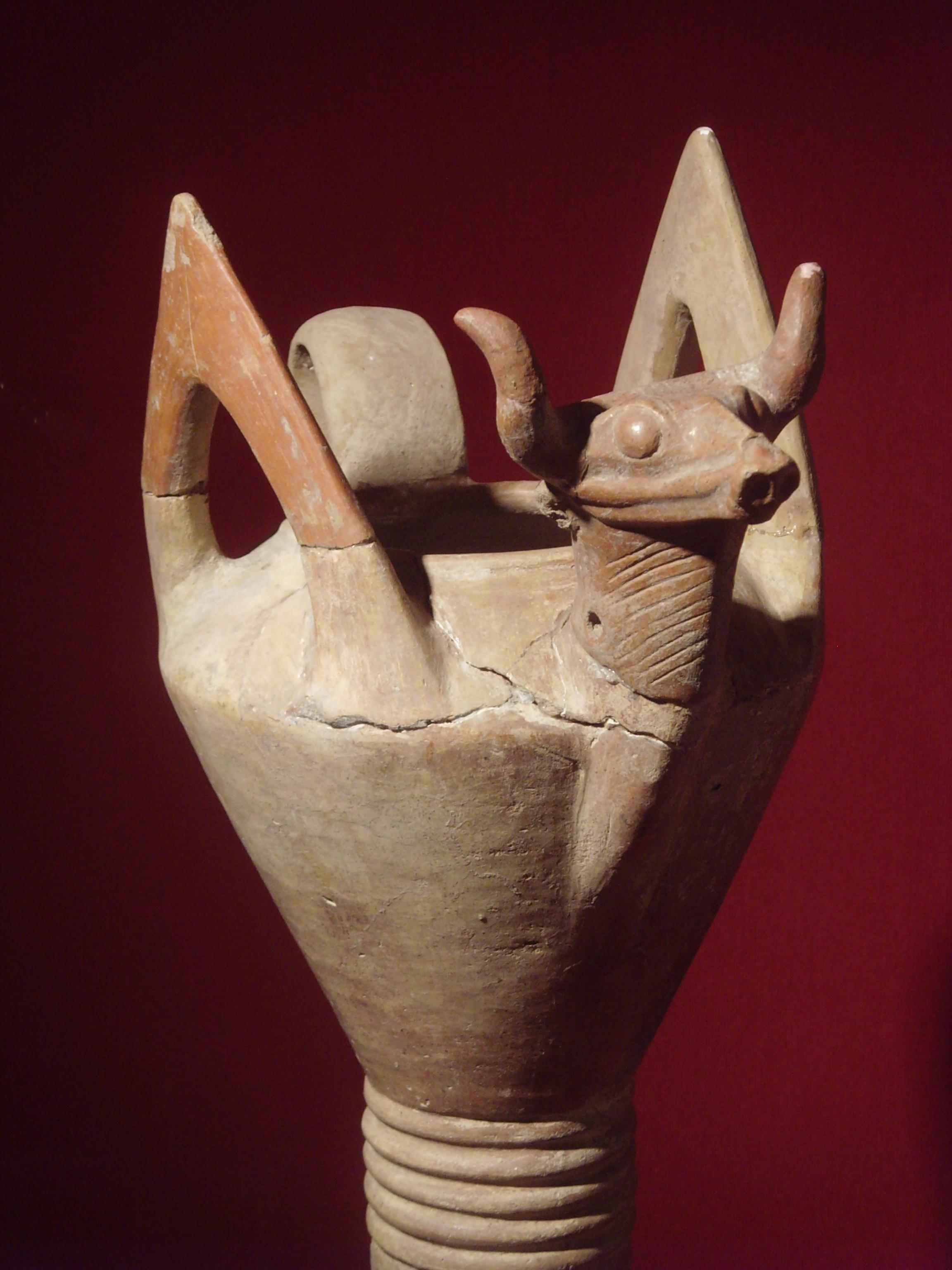
Taça cerâmica decorada do primeiro período hitita encontrada em Cultepe

A origem e idade da cidade atual, originalmente chamada Mázaca (Mazaka), é desconhecida, mas sabe-se que ganhou importância durante o período em que foi governada pelos frígios. A cidade foi depois a residência dos Reis da Capadócia. Na Antiguidade, era o cruzamento das rotas comerciais que ligavam Sinope, no Mar Negro, ao rio Eufrates, e a Estrada Real Persa, a antecessora do troço ocidental da Rota da Seda, que ligava Sardes, perto do Mar Egeu, a Susa. No período romano, uma rota similar a esta última ligava Éfeso, no Mar Egeu, ao Oriente e também passava por o que é hoje Caiseri.
O nome da cidade foi mudada para Eusébia, em honra do rei Ariarates V Eusébio Filopátor (163–130 a.C.). No início do século I a.C., a cidade foi saqueada pelo rei arménio Tigranes I.
No início da era cristã, quando o Reino da Capadócia já não era mais do que um protetorado dos romanos, o último rei capadócio, Arquelau IV (r. 36 a.C.–14 d.C.), muda o nome da cidade para Cesareia Capadócia (para a distinguir de outras cidades com o mesmo nome), em honra de Augusto (r. 27 a.C.–14 d.C.). Segundo outros autores, a mudança de nome foi ordenada pelo imperador romano Tibério (r. 14–37) em 17 ou 18, quando a Capadócia e a cidade foram formalmente integrados no Império Romano, criando a província da Capadócia.

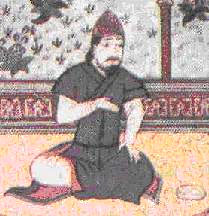
Alparslano, o sultão seljúcida que conquistou Caiseri no século XI

Cesareia situava-se numa serrania de baixa altitude no lado norte do Monte Argeu (antigamente chamado Mons Argaeus, atualmente Erciyes Dağı). Esse local é atualmente chamado de cidade velha, mas são poucos os vestígios anteriores que resistiram até hoje. A cidade foi destruída pelo rei persa sassânida Sapor I após a sua vitória sobre o imperador romano Valeriano I em 260 d.C. Segundo os registos desse tempo, a cidade teria então cerca de 400 000 habitantes.
No século IV, o bispo São Basílio Magno estabeleceu um centro eclesiástico  na planície a cerca de 1,5&km a nordeste da cidade, o qual gradualmente suplantou em importância a cidade original. Ao longo do século IV, a cidade foi um importante centro cristão, tendo aí nascido e vivido, além de São Basílio, diversos santos e teólogos famosos, como São Mamede e Gregório de Níssa, que desenvolveram doutrinas fundamentais do Cristianismo, nomeadamente a da Trindade.
Uma parte da nova cidade de Basílio foi rodeado de fortes muralhas e convertido numa fortaleza pelo imperador bizantino Justiniano I (r. 527–565). O general árabe Moáuia I, o primeiro califa omíada, invadiu a Capadócia e conquistou Cesareia em 647. Os árabes chamaram à cidade Kaisariyah. A cidade voltaria ao domínio bizantino poucos tempo depois e só voltaria a ser conquistada pelo sultão seljúcida Alparslano em 1064. Os seljúcidas chamavam à cidade Caiseri, o nome que perdurou até hoje.
Desde o final do século XI até 1397, a cidade mudaria várias vezes de mãos, entre diversos grupos turcomanos, Templários e mongóis. Em 1067 ou 1074, a cidade foi conquistada pelos danismêndidas, os grandes rivais dos seljúcidas. A cidade tornou-se um dos centros mais proeminentes do reino danismêndida entre 1074 e 1178, e manteve essa importância quando passou a fazer parte do sultanato seljúcida de Rum, entre 1178 e 1243. Os Templários ocuparam a cidade brevemente em 1097. Em 1243 a cidade foi tomada pelos mongóis de Oguedai Cã, a que se seguiram pouco depois novamente governantes turcos. Em 1397, a cidade foi conquistada pelo sultão otomano Bajazeto I. Após a expulsão dos otomanos em 1402 por Tamerlão, a cidade passa a fazer parte do Beilhique da Caramânia (em turco:  Karamanoğulları). Finalmente, depois de breve período de domínio dos mamelucos egípcios, é definitivamente integrada no Império Otomano em 1515 por Selim I.

## Principais pontos de interesse turístico

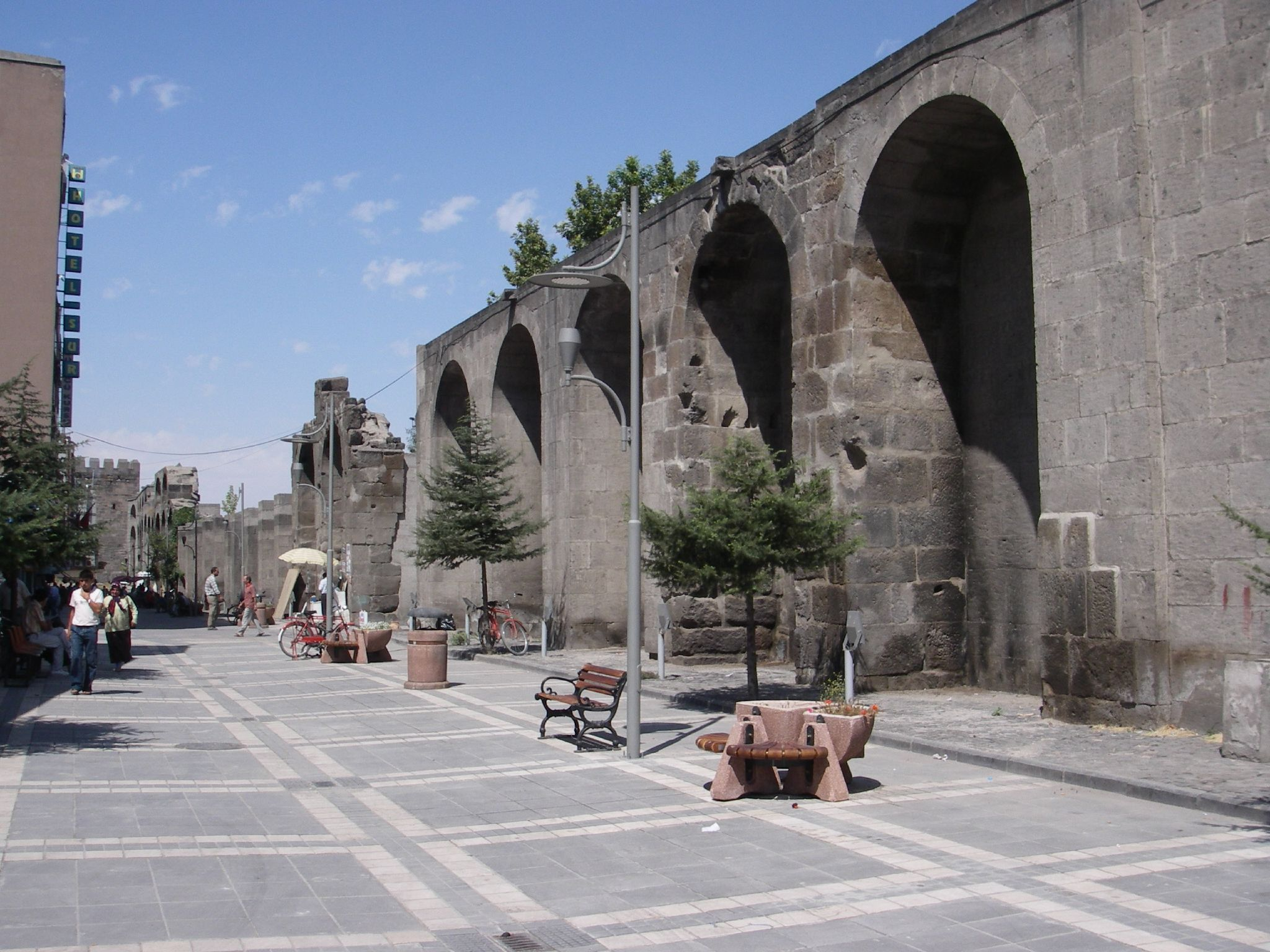
muralhas de Caiseri

Embora Caiseri seja essencialmente uma cidade moderna, quer devido ao crescimento acentuado desde os anos 1920, quer porque grande parte dos bairros mais antigos, muitos deles constituídos por mansões dos séculos XVIII e XIX, foram demolidos a partir da década de 1970, parte do encanto de Kayeseri é que os edifícios antigos ainda têm um papel importante no dia a dia da cidade. A sua existência é testemunha da consciência social dos seljúcidas. Os ensinamentos corânicos proibiam que se desse demasiada importância às casas privadas, o que levava as figuras públicas a oferecerem dinheiro em edifícios destinados a assistência social e atividades comunitárias.
A cidade tem inúmeras mesquitas, madraças (escolas islâmicas), antigos hospitais e asilos, túmulos e outras construções dos séculos XII a XV, principalmente de origem seljúcida. Além disso, destacam-se os mercados cobertos, que ainda são importantes para a vida diária da cidade.

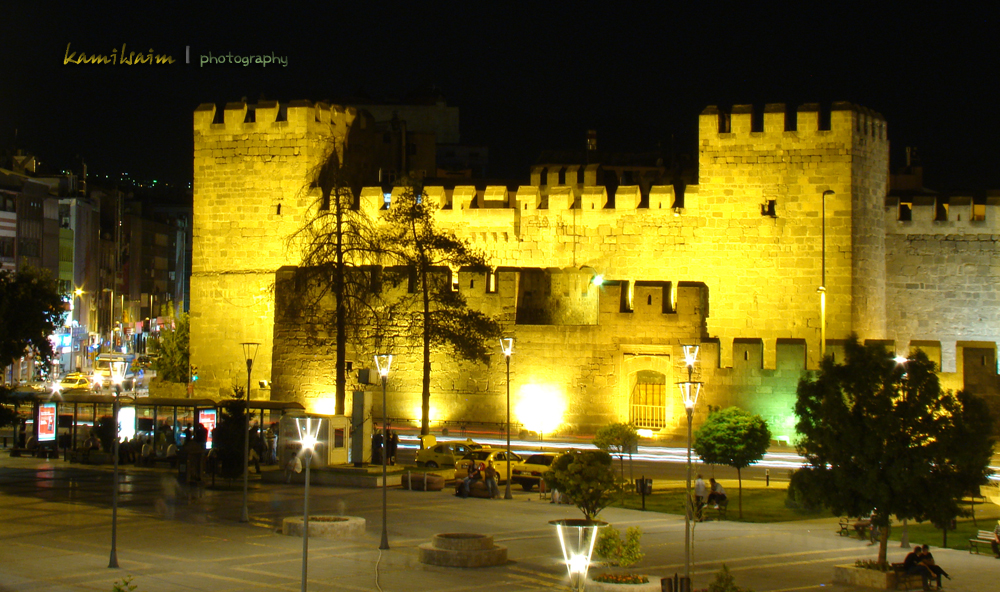
Vista noturna da cidadela

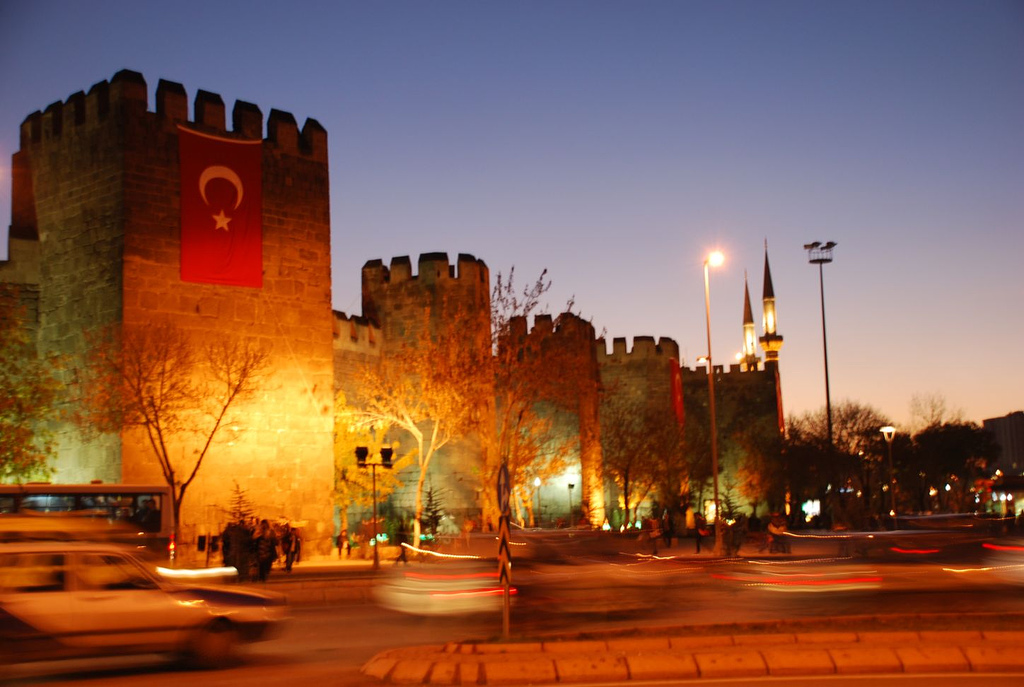
Vista noturna da cidadela

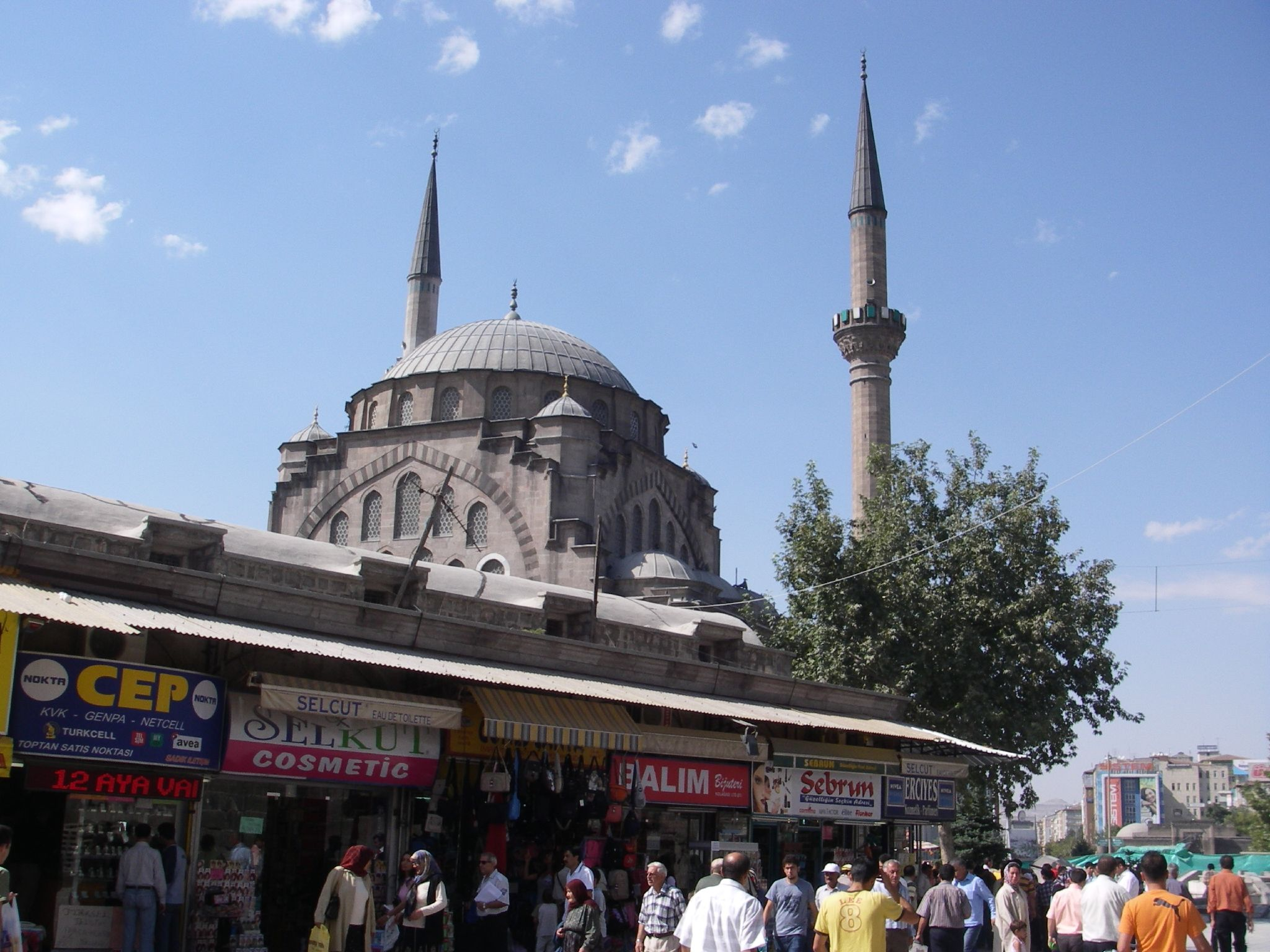

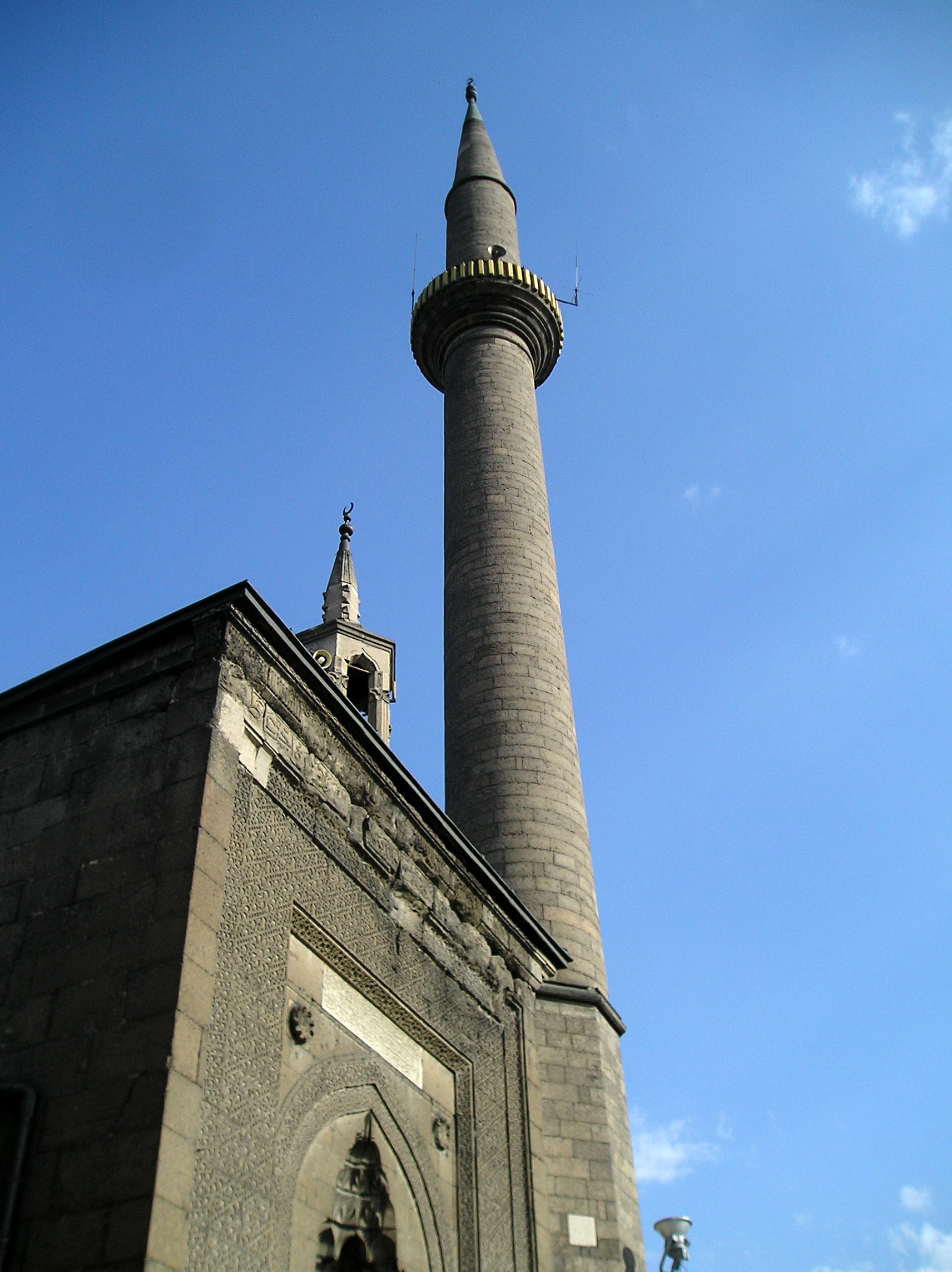
Mesquita de Cunate Catum

- Mercados cobertos
  - Bedesten[c] — Construído em 1497, era usado por comerciantes de roupa e tecidos, sendo atualmente um mercado de tapetes. Nota: bedesten é um termo turco que designa um edifício usado para armazém e/ou guarda de bens valiosos.[14]
  - Vezir Hanı — Construído pelo grão-vizir Damat İbrahim Paşa em 1727, os principais produtos comercializados são o algodão em bruto, lã, os famosos tapetes de Caiseri e couro. Este último produto é também preparado no local para ser vendido por grosso.[14]
  - Mercado coberto (Kapali Çarsi) — Construído em 1859, tem 500 lojas que vendem todo o tipo de produtos.[14][16]
- Cidadela (em turco: Kalesi) — Verdadeiro centro da cidade, foi originalmente construído no século VI pelo imperador bizantino Justiniano I, mas a fortaleza construída em rocha vulcânica que existe atualmente é um obra de 1224, do sultão seljúcida Caicobado I. A fortaleza foi restaurada várias vezes ao longo do tempo, nomeadamente por Maomé II, o Conquistador, no século XV.[14]
- Fatih Camii — Pequena mesquita mandada construir por Maomé II junto da porta sudoeste da cidadela.[14][17]
- Mesquita e külliye de Cunate Catum — Complexo religioso do século XIII mandado edificar por Maperi Cunate Catum, a esposa de origem arménia[d] do sultão Caicobado I. A construção foi iniciada em 1239 e é constituído por uma mesquita e uma madraça. Este último, uma universidade islâmica,  apontado como um dos mais belos exemplos da arquitetura seljúcida, tem um pátio aberto e dois eyvans (salas abobadadas abertas na frente). Junto ao mirabe da mesquita encontra-se uma caixa de madeira contendo um pêlo que se diz ser do Profeta Maomé. Nota: külliye é uma palavra turca de origem árabe que designa um complexo de edifícios com fins escolares e de apoio social e de saúde associados a uma mesquita importante.[14][18][19][20]
- Grande Mesquita (Ulu Cami) — Obra do período danismêndida do século XII, finalizada no século seguinte pelos seljúcidas.[15] Tem três entradas. O teto é suportado por quatro filas de pilares cujos capitéis são de vários tipos de mármore. Embora o teto atulamente existente seja mais recente, conserva o mimbar (púlpito) esculpido em madeira original.[14][21][22]
- Mausoléus (kümbets) — Caiseri é por vezes chamada de cidade dos mausoléus devido à quantidade de túmlos monumentais que há espalhados por toda a cidade, às vezes nos locais mais inesperados, como por exemplo dois que se encontram em separadores da autoestrada para o Monte Erciyes. São construções graciosas de dois andares datadas dos séculos XII a XIV, com a câmara funerária e o caixão no piso superior. São decoradas com relevos esculpidos. A sua forma cónica é supostamente inspirada nos yurts, as tendas dos povos nómadas da Ásia Central. O mais conhecido é o Döner Kümbet (túmulo que gira), obra de 1275 ou 1276 construída para Şah Cihan Hatun, uma princesa imperial seljúcida. Tem doze lados e está decorado com relevos com animais, plantas e arabescos.[23][24][e][14] É conhecido como o túmulo rotativo, devido à forma cónica do topo dar a ilusão de que o monumento roda. Perto do Döner Kümbet encontra-se o Döner Kümbet, igualmente interessante, mas menos elaborado.[e][14][25]
- Casa Güpgüpoğlu (Etnoğrafya Müzesi) — Museu de etnografia instalado numa típica residência familiar otomana construída em enxaimel (madeira e alvenaria) onde são recriadas cenas da vida quotidiana do passado, com recurso a objetos originais e a bonecos de cera. Estão ainda expostos mosaicos seljúcidas de Cunate Catum, carpetes, kilim's e um topak ev (tenda de nómadas).[14][26]
- Museu Arqueológico (Kayseri Arkeoloji Müzesi) — Tem expostos diversos objetos de grande importância arqueológica encontrados em Cultepe. Uma sala é dedicada aos hititas e à sua escrita cuneiforme e hieróglifos, além de um notável relevo esculpido em rocha proveniente de Develi e uma cabeça de esfinge. Entre os artefatos provenientes de Cultepe encontram-se representações da "Deusa Mãe" dos primeiros tempos da Idade do Bronze, taças e jarras assírias em forma de animais do 2º milénio a.C. e uma coleção de pequenas tábuas de barro nos seus invólucros usadas como cheques do mesmo período. Noutra parte do museu estão expostas peças arqueológicas encontradas em Caiseri, como joalharia helenística e romana, oferendas funerárias de túmulos romanos, algumas delas peças em ouro e prata finamente trabalhadas. No jardim encontra-se um par de leões hititas em pedra do século VII a.C. em excelente estado de conservação (por exemplo, conservam todos os dentes), provenientes de Göllüdağ, perto de Niğde.[14][27][28]
- Igreja arménia de São Gregório, o Iluminador (Surp Krikor Lusuvoriç Kilise) — Grande igreja arménia, construída no século VII, é o último testemunho da importância de Caiseri no mundo bizantino cristão. Diz-se que é a maior igreja ainda consagrada da Turquia e tem capacidade para cerca de mil fiéis. A igreja foi restaurada em 2009 pela mesma equipa envolvida nos restauros do Palácio de Topkapı, em Istambul.[29] Atualmente só se realizam duas missas por ano, a 16 de março e a 16 de Junho, frequentadas sobretudo por arménios de Istambul e de outros locais. Embora antes da Primeira Guerra Mundial metade da população de 70 000 habitantes de Caiseri fosse arménia (e o resto grega),[13] calcula-se que atualmente não vivam mais do 50 arménios na cidade. A importância de Caiseri para os cristãos arménios tem origem no facto de São Gregório, o Iluminador, o padroeiro da Igreja Arménia, ter crescido em Cesareia. São Gregório viria depois a converter ao cristianismo o rei da Arménia Tirídates III em 301, que se tornou o primeiro rei cristão da História, após o que regressou a Caiseri.[14][30]

## Gastronomia

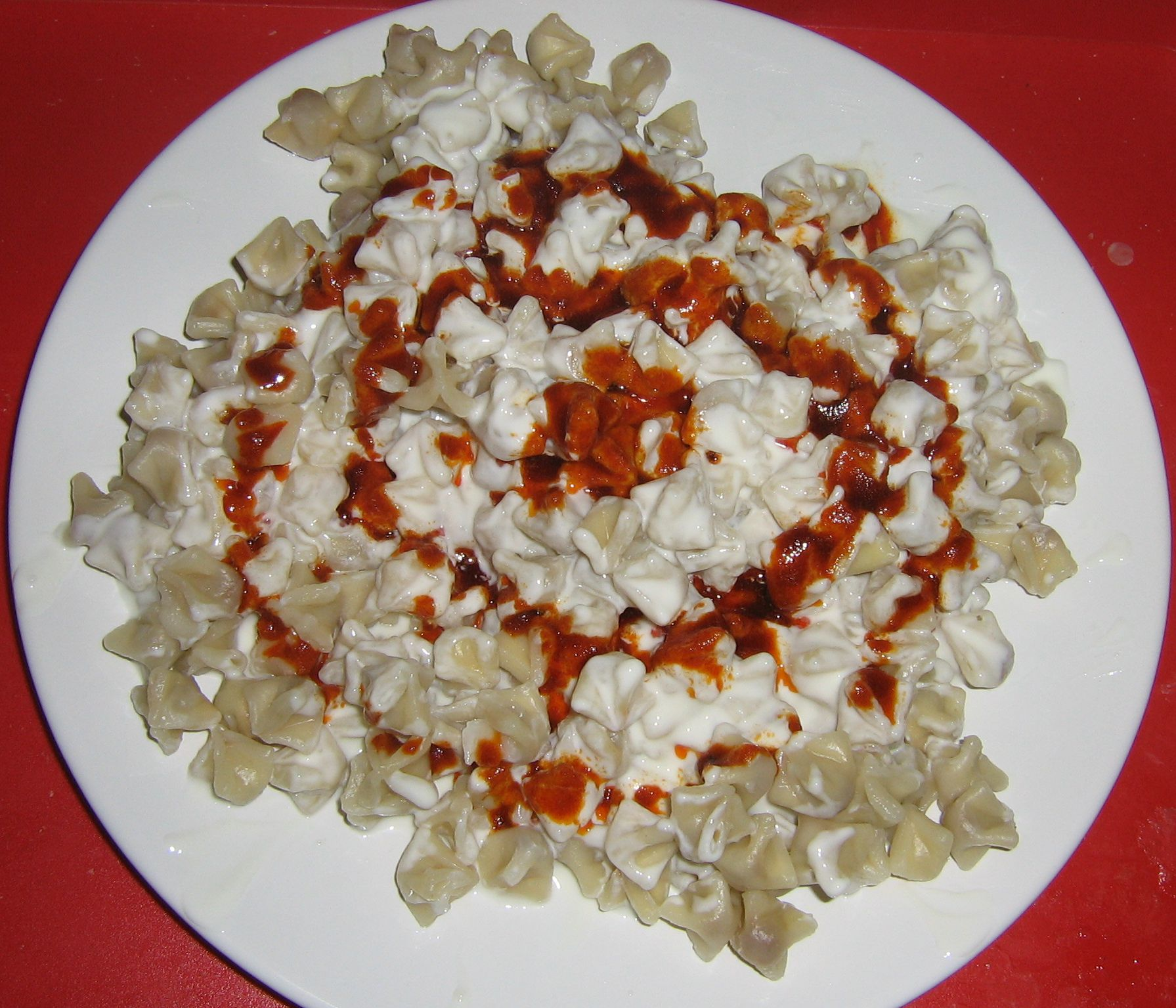
Mantı

Além das qualidades (ou defeitos, conforme o ponto de vista) dos seus habitantes, da prosperidade económica, e de outros produtos tradicionais ou industriais, Caiseri é famosa pelas suas especialidades gastronómicas, das quais se destacam:
- Pastırma — carne de vaca seca imersa num molho de especiarias orientais.
- Mantı — pequenos invólucros de massa contendo pasta de carne picada preparada com especiarias, semelhante ao ravioli, acompanhados com molho de tomate e iogurte com alho.
- İskender kebap — carne de vaca servido sobre um prato coberto de pão com molho de tomate e por vezes com iogurte.

## Clima
Como o resto da Anatólia Central, o clima de Caiseri é continental, com invernos frios, verões quentes e secos e grandes amplitudes térmicas (a diferença de temperaturas médias entre os meses mais frios e mais quentes ultrapassa os 24 °C). Os índices pluviométricos são menores que os da maior parte das maiores cidades turcas — apenas 387 mm, contra os 2 171 mm de Rize, no Mar Negro ou os 1 077 mm de Antália, no Mediterrâneo.
| Dados climatológicos para Caiseri | Dados climatológicos para Caiseri | Dados climatológicos para Caiseri | Dados climatológicos para Caiseri | Dados climatológicos para Caiseri | Dados climatológicos para Caiseri | Dados climatológicos para Caiseri | Dados climatológicos para Caiseri | Dados climatológicos para Caiseri | Dados climatológicos para Caiseri | Dados climatológicos para Caiseri | Dados climatológicos para Caiseri | Dados climatológicos para Caiseri | Dados climatológicos para Caiseri |
| Mês                               | Jan                               | Fev                               | Mar                               | Abr                               | Mai                               | Jun                               | Jul                               | Ago                               | Set                               | Out                               | Nov                               | Dez                               | Ano                               |
| --------------------------------- | --------------------------------- | --------------------------------- | --------------------------------- | --------------------------------- | --------------------------------- | --------------------------------- | --------------------------------- | --------------------------------- | --------------------------------- | --------------------------------- | --------------------------------- | --------------------------------- | --------------------------------- |
| Temperatura máxima média (°C)     | 3,8                               | 6,4                               | 11,8                              | 17,7                              | 22,3                              | 26,3                              | 30,2                              | 30,1                              | 26,4                              | 20,1                              | 12,8                              | 6,4                               | 17,86                             |
| Temperatura mínima média (°C)     | −8                                | −5,4                              | −1,7                              | 2,8                               | 6,1                               | 8,9                               | 11                                | 10                                | 6,1                               | 2,6                               | −1,5                              | −5                                | 2,16                              |
| Precipitação (mm)                 | 32,7                              | 31,2                              | 40,2                              | 55                                | 49,4                              | 41,5                              | 11,6                              | 6,7                               | 14,9                              | 28,2                              | 36                                | 39,3                              | 32,23                             |
| Fonte: www.climate-charts.com     |                                   |                                   |                                   |                                   |                                   |                                   |                                   |                                   |                                   |                                   |                                   |                                   |                                   |

## Demografia
| População de de Caiseri (1935 – 2009) | População de de Caiseri (1935 – 2009) | População de de Caiseri (1935 – 2009) | População de de Caiseri (1935 – 2009) | População de de Caiseri (1935 – 2009) | População de de Caiseri (1935 – 2009) | População de de Caiseri (1935 – 2009) | População de de Caiseri (1935 – 2009) | População de de Caiseri (1935 – 2009) | População de de Caiseri (1935 – 2009) | População de de Caiseri (1935 – 2009) | População de de Caiseri (1935 – 2009) |
| ------------------------------------- | ------------------------------------- | ------------------------------------- | ------------------------------------- | ------------------------------------- | ------------------------------------- | ------------------------------------- | ------------------------------------- | ------------------------------------- | ------------------------------------- | ------------------------------------- | ------------------------------------- |
| 1935                                  | 1950                                  | 1960                                  | 1970                                  | 1980                                  | 1985                                  | 1990                                  | 1997                                  | 2000                                  | 2007                                  | 2009                                  |                                       |
| 46 181                                | 65 448                                | 102 596                               | 160 958                               | 281 320                               | 380 838                               | 425 776                               | 491 000                               | 536 392                               | 874 595                               | 964 188                               |                                       |
|                                       | 41,7%                                 | 56,8%                                 | 56,9%                                 | 74,8%                                 | 35,4%                                 | 11,8%                                 | 15,3%                                 | 9,2%                                  | 63,1%                                 | 10,2%                                 |                                       |

## Economia

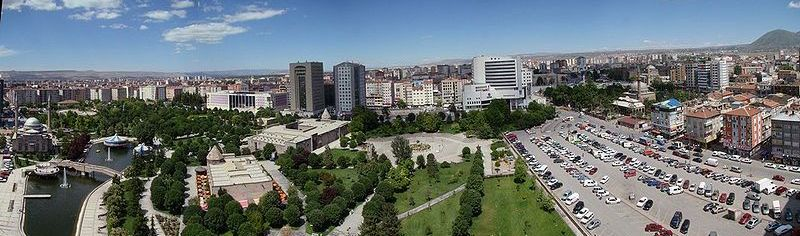
Vista panorâmica da Kayseri Meydan

Caiseri recebeu grandes investimentos públicos nos primeiros anos da república, nos anos 1920 e 1930. Com a colaboração técnica de especialistas alemães e principalmente russos, foram construídas as fábricas Sumer Textile e Kayseri Tayyare Fabrikasi, a última de aviões, onde nos anos 1940 foi construído o primeiro avião fabricado na Turquia. Depois da década de 1950 a cidade ressentiu-se da diminuição do investimento público, mas foi nesse período que os homens de negócios e comerciantes de Caiseri se transformaram em capitalistas de importância nacional. Famílias como a Sabancı, Has, Dedeman e Ozilhan, que tinham começado como pequenos comerciantes em Caiseri, tornaram-se atores de primeiro plano da economia turca. No entanto, essas famílias instalaram as sedes dos seus negócios em cidades como Istambul e Adana, embora continuem a investir em Caiseri.

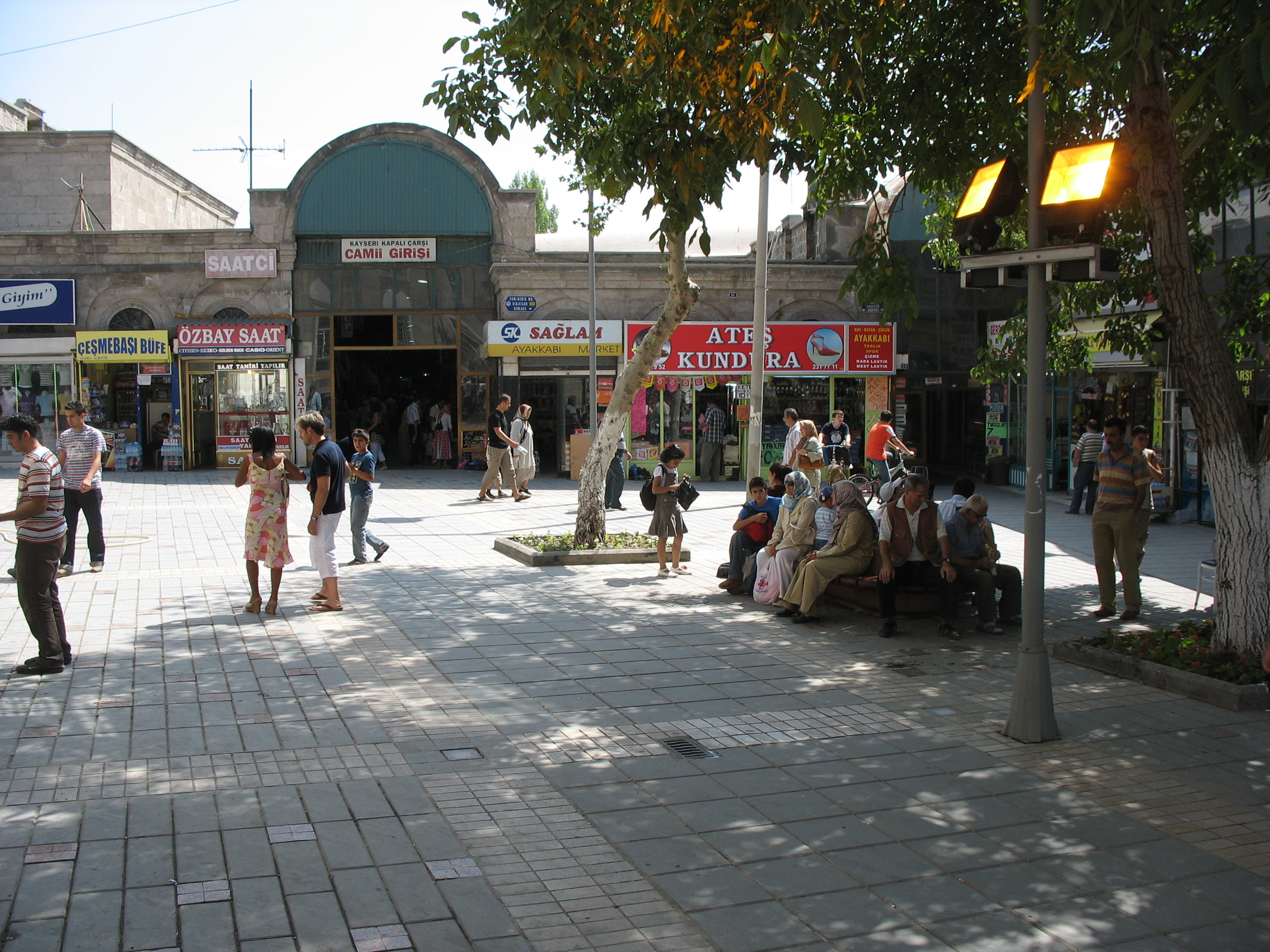
Uma praça em Caiseri

Graças às políticas de liberalização dos anos 1980, uma nova vaga de negociantes e industriais de Caiseri juntaram-se aos seus predecessores. Muitas das novas indústrias escolheram a cidade para base das suas operações. Como consequência de melhores infraestruturas, a cidade alcançou um crescimento industrial notável desde 2000 e é uma das cidades que melhor representa o conceito de Tigres da Anatólia, com um ambiente muito favorável especialmente para pequenas e médias empresas. Alguns cientistas sociais encontram explicações para este sucesso económico num perspectiva islamista modernista a que chamam Calvinismo islâmico, que dizem estar a ganhar raízes em Caiseri.

## Educação
O Kayseri Lisesi, uma escola secundária, foi fundada em 1893, o que faz dela uma das mais antigas do seu género na Turquia. A Universidade de Erciyes, a maior da cidade, foi fundada em 1978, e é considerada a continuação de diversas escolas fundadas entre 1206 e 1956.

## Transportes
A cidade é servida pelo Aeroporto Internacional de Erkilet (IATA: ASR, ICAO: LTAU), situado 5 km a norte. Além de diversos voos por dia de e para Istambul, o principal centro aeroportuário da Turquia, há ainda voos para outras cidades, como Ancara, Antália e Esmirna. A maior parte dos voos internacionais são sazonais, realizando-se principalmente no verão de e para a Alemanha. Dado que a indústria de transportes presentemente regista uma forte taxa de crescimento, novos voos desde Caiseri para outras cidades são esperados em breve.
Caiseri está ligado ao resto do país por caminho de ferro. Há quatro comboios diários para Ancara. Para leste partem duas linhas, uma para Carse, no nordeste, junto à fronteira da Geórgia, que continua até à Arménia, e outra para Tatvan, na margem ocidental do lago de Vã.
O transporte rodoviário é muito eficiente, dada a situação central da cidade. Ancara e a costa mediterrânica está a aproximadamente 3 horas de carro ou autocarro e a zona mais turística da Capadócia a menos de 1 hora. O Monte Argeu (ou Erciyes), com a sua estância de esqui no inverno e um local muito procurado por amantes de caminhadas no verão, está a apenas meia hora do centro da cidade.
O transporte dentro da área urbana baseia-se principalmente em autocarros, dolmuş (táxis partilhados) e veículos pessoais. Um sistema de metropolitano de superfície está em construção e espera-se que seja inaugurado em breve, o Kayseray.

## Desporto

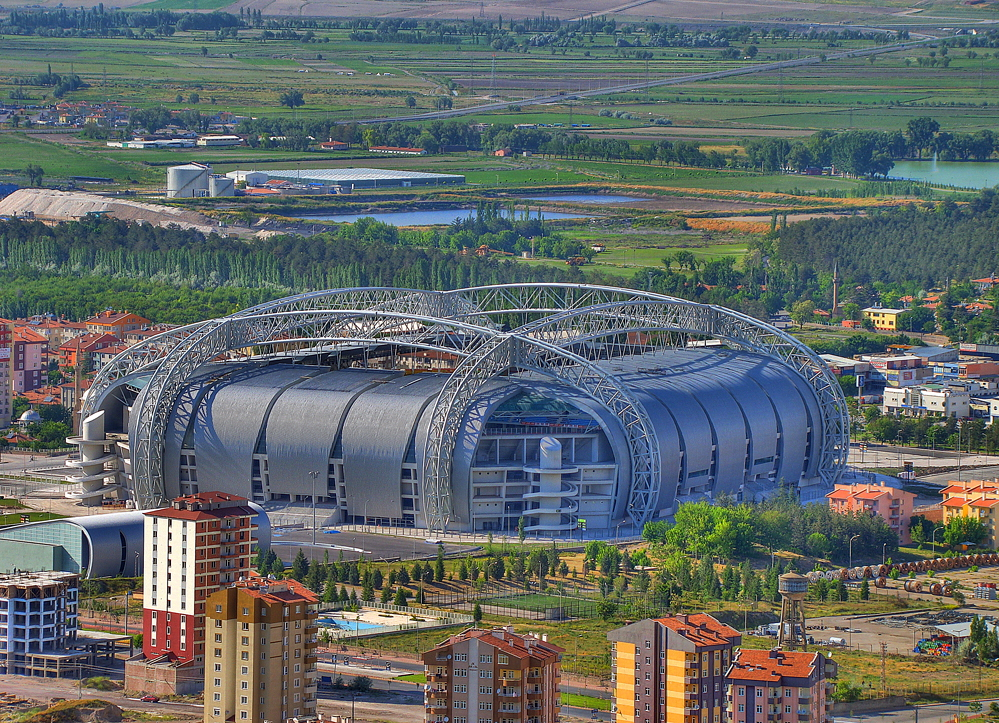
Estádio Kadir Has

A cidade tem um clube de futebol profissional que compete na liga principal da Turquia, o Kayserispor, considerado um dos clubes mais promissores do país, tendo alcançado o quinto lugar dois anos seguidos recentemente. Outro clube o Kayseri Erciyesspor, baixou para a segunda divisão recentemente.

### Instalações desportivas
- Estádio Kadir Has — Inaugurado em 2009, cumpre as especificações de "estádio de elite" da UEFA. Tem capacidade para 32 864 espectadores sentados e é completamente coberto.[32]
- Estádio Atatürk — Inaugurado em 1964, foi até há pouco o principal estádio de futebol da região. Tem capacidade para 25 918 espectadores sentados e é praticamente todo descoberto.

Em 17 de setembro de 1967, durante um jogo entre o Kayseri Erciyesspor e o Sivasspor no Estádio Atatürk, ocorreu o pior incidente de violência relacionada com desporto que alguma vez se passou na Turquia. A violência estalou entre adeptos e extravasou o estádio quando alguns hooligans de Sivas vandalizaram a cidade. Morreram 40 pessoas e pelo menos 300 ficaram feridas.
- Kadir Has Spor Salonu - Pavilhão desportivo inaugurado em 2008, tem capacidade para 7 200 espectadores sentados.

## Personalidades com origens em Caiseri

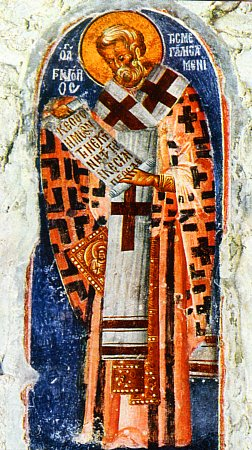
Gregório, o Iluminador

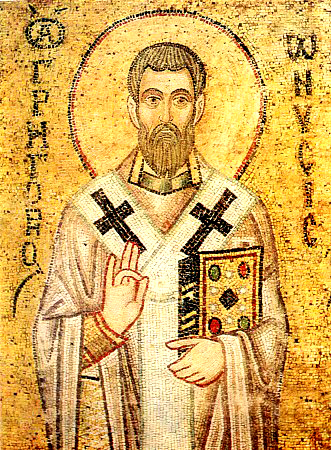
Gregório de Níssa

- Santa Doroteia (?-304) — santa e mártir católica.
- Gregório, o Iluminador (257-331) — santo e padre cristão, padroeiro e, de certa forma, fundador, da Igreja Arménia que viveu a maior parte da sua vida em Cesareia.
- Basílio de Cesareia (329-379) — santo, teólogo e bispo cristão.
- Gregório de Níssa (330-395) — teólogo e místico cristão.
- Firmo de Cesareia (?-439) — bispo participante do Primeiro Concílio de Éfeso, onde foi dos mais destacados partidários de Cirilo de Alexandria.[34]
- João de Cesareia (início do século VI) — bispo; um dos primeiros representantes da ortodoxia neocalcedónia.
- André de Cesareia (2.ª metade do século VI) — bispo, autor de um comentário sobre o Apocalipse.
- Romano IV Diógenes (1030-1072) — imperador bizantino.
- Teodoro Alíatis (século XI) — general bizantino que combateu ao lado de Romano IV.
- Gevher Nesibe (século XIII) — princesa imperial seljúcida que mandou construir o hospital e asilo da cidade com o seu nome.
- Mimar Sinan (1490-1588) — arquiteto dos sultões otomanos, autor de algumas das mais notáveis mesquitas otomanas.
- Família Balyan — família de arquitetos ao serviço dos sultões otomanos nos séculos XVIII e XIX, originária da comunidade arménia de Caiseri.
- Dikran Kelekian (1868-1951) — coleccionador e negociante de arte islâmica filho de um banqueiro arménio de Caiseri.
- Hagop Kevorkian (1872-1962) — arqueólogo e coleccionador de arte turco-arménio que se estabeleceu em Nova Iorque no final do século XIX.
- Aristóteles Onassis (1906-1976) — armador e milionário nascido em Esmirna cuja família era originária da comunidade grega de Caiseri.[35]
- Elia Kazan (1909-2003) — cineasta americano, nascido em Istambul, filho de um grego de Caiseri
- Kadir Has (1921-2007) — homem de negócios
- Göksel Arsoy (1936) — estrela de cinema
- İsmet Özel (1944) — poeta e académico
- Abdullah Gül (1950) — Presidente da República da Turquia
- Latife Tekin (1957) — escritora
- Nesrin Nas (1958) — professora universitária de Economia e política
- Metin Kaçan (1961) — escritor
- Reyhan Karaca (1970) — cantora pop
- Orhan Delibaş (1971) — campeão de boxe de nacionalidade neerlandesa nascido em Caiseri
- Fatih Solak (1980) — jogadora de basquetebol
- Sinan Bolat (1988) — futebolista